# Orden des Heiligen Johannes von Jerusalem

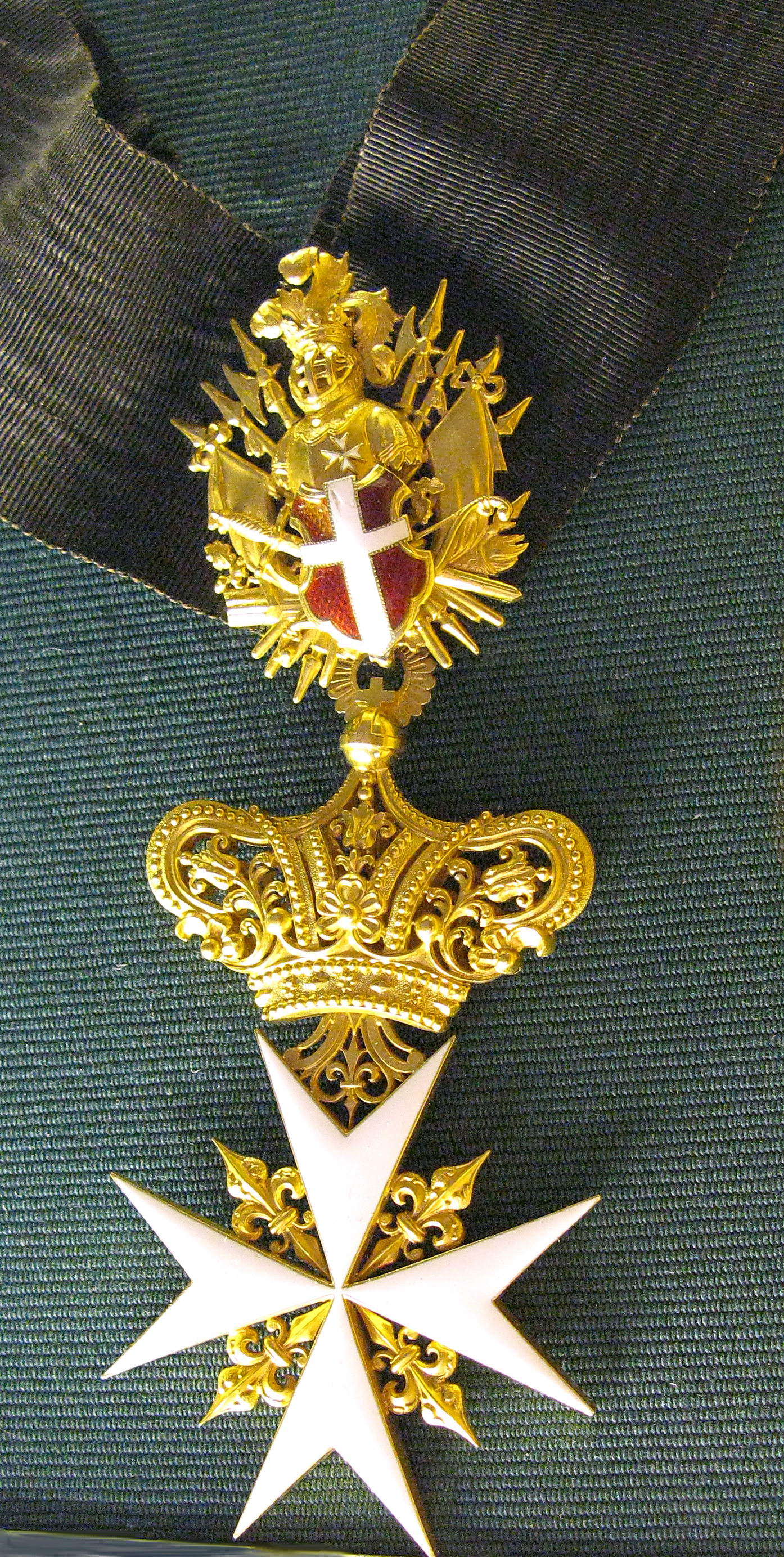
Kommandeurskreuz des Kaiserlich-Russischen Orden des Hl. Johannes von Jerusalem

Der Orden des Heiligen Johannes von Jerusalem (russisch Орден Святого Иоанна Иерусалимского) wurde 1798 von dem russischen Zaren Paul I. gestiftet. Der Souveräne Malteserorden hatte von 1799 bis 1803 seinen Sitz in Sankt Petersburg und Zar Paul I. war von 1798 bis 1801 Großmeister des Malteserordens. Nach seinem Tode im Jahr 1801 wurde der Orden nicht mehr vergeben.

## Geschichte

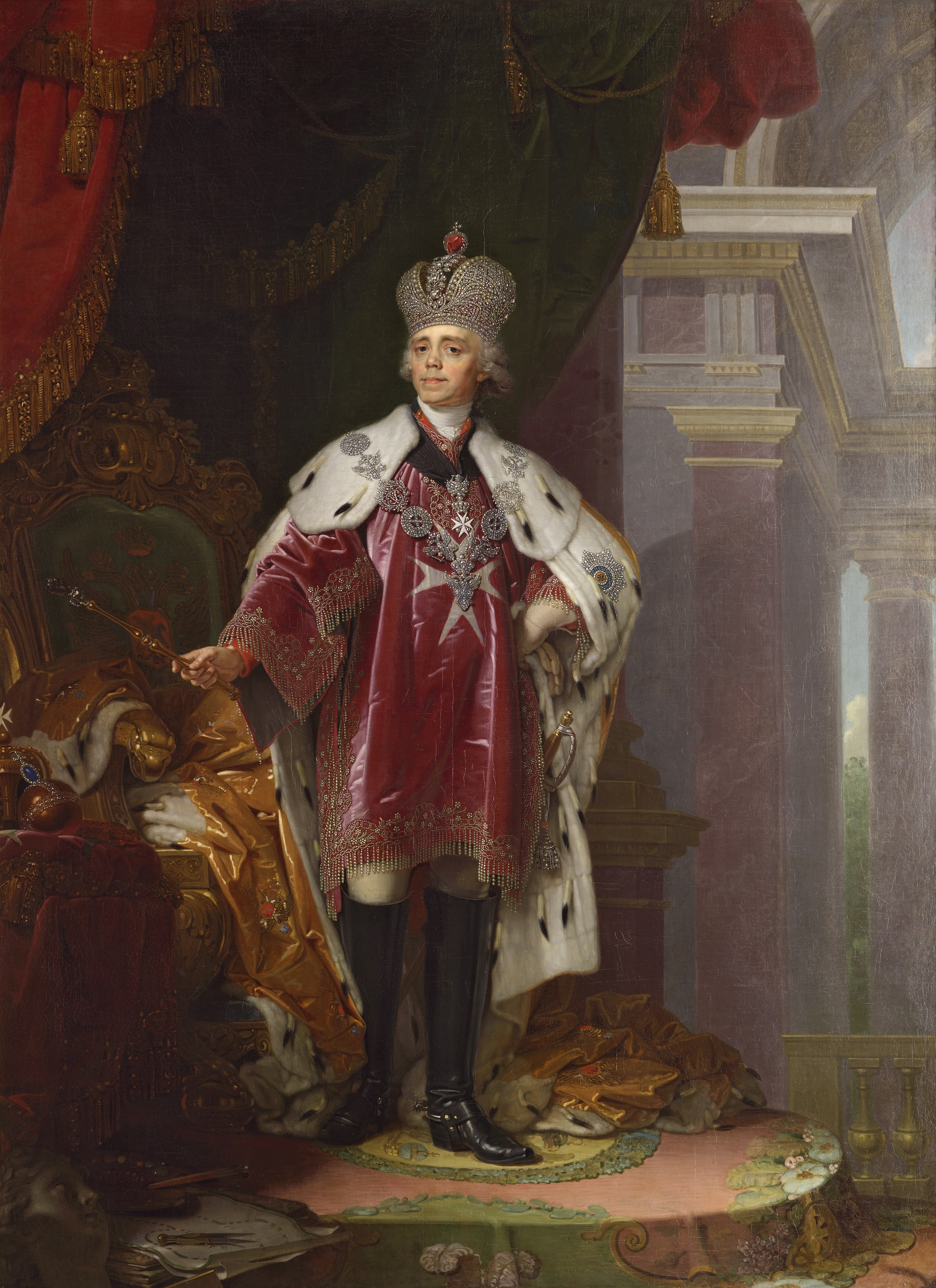
Zar Paul I. im Ornat des Großmeisters vom Malteserorden

Im Zuge der europäischen Eroberungskriege von Napoleon I. wurde der Malteserorden am 12. Juni 1798 aus Malta vertrieben. Ihrem Grundsatz „das Schwert gegen keinen Christen zu erheben“ folgend, übergab der Großmeister Ferdinand von Hompesch zu Bolheim (1744–1805) die Insel an die Franzosen. Die Malteserritter emigrierten  in das Kaiserreich Russland, Zar Paul I. (1754–1801) überließ dem Orden größeren Landbesitz. Auf ausdrücklichen Wunsch von Papst Pius VI. (1717–1799) wurde er 1798 zum Großmeister (de facto) des Malteserordens gewählt. Der Papst vertrat die Meinung, dass Paul I. über die Ordnungsmacht verfüge, die Westeuropa vor der Revolution schützen konnte. Mit höchst kaiserlichen Ukas vom 29. November 1798 stiftete der Zar, für den russischen Adel im russischen Kaiserreich den „Orden des Heiligen Johannes von Jerusalem“.

Großmeisterwappen Paul I.
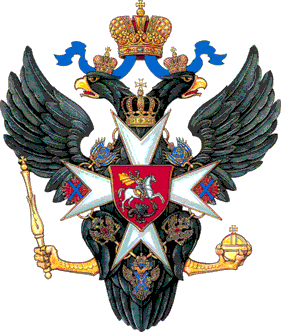
Kaiserlich russisches Staatswappen von 1800

Während der Regierungszeit von Paul I. entwickelte sich der Orden des Heiligen Johannes von Jerusalem als eine sehr hochwertige zivile und militärische Auszeichnung. Dem protokollarischen Rang folgend, rangierte der Orden noch vor dem „Orden des Heiligen Andreas des Erstberufenen“. Zudem hatte Paul I. veranlasst, dass das Malteserkreuz in das Staatswappen des Kaiserreichs Russland aufgenommen wurde.
Sein Nachfolger Zar Alexander I. (1777–1825) revidierte die Aufnahme des Malteserkreuzes im Staatswappen und unterband die weitere Vergabe des Ordens. Mit einem Dekret vom 26. Februar 1810 ordnete er an, den Malteserorden und seine Existenz bis auf weiteres in seiner gegenwärtigen Situation zu belassen, um deren finanziellen Aktivitäten zu sichern. Für die Ordensauszeichnung folgte am 20. Januar 1817 das Dekret die Vergabe und das Tragen des Ordens einzustellen, für alle von 1798 bis 1801 verliehenen Orden wurde diese Regelung ausgesetzt. Dieser Erlass wurde herausgegeben, weil in Russland seit dem Tode Paul I. kein Priorat des Ordens existierte. Nach seinem Tod 1801 übertrug der Orden das Recht zur Ernennung des Großmeisters auf den Papst.

## Ordensklassen
Als einziger, im russischen Kaiserreich verliehene Orden, war dieses ein Ritterorden, er wurde in 3. Klassen verliehen:
- I. Großkreuz
- II. Kommandeurskreuz
- III. Ritterkreuz

## Ordensträger
- Alexander Lwowitsch Naryschkin, Oberkammerherr
- Nikita Grigorjewitsch Wolkonski, Generalmajor
- Alexander Wassiljewitsch Suworow, Generalissimus
- Peter Ludwig von der Pahlen, General und Außenminister
- Nikolai Petrowitsch Resanow, Staatsmann
- Dmitri Petrowitsch Wolkonski,Generalleutnant und Militärgouverneur